# Haya Akegarasu
Haya Akegarasu (暁烏 敏) (12 juillet 1877-27 août 1954) est un élève du bouddhisme Shin de Kiyozawa Manshi pendant une dizaine d'années. Akegarasu est un ancien chef de l'administration du Higashi Hongan-ji, à l'origine du mouvement Dobokai.
En 1949, Akegarasu met l'accent sur la pratique Shin dans le sens de la foi seule, en déclarant dans un communiqué à ses disciples : premier shinjin, second shinjin, troisième shinjin. Il s'agit essentiellement du moment où le mouvement devient officiel, bien que le mouvement ne reçoit pas de reconnaissance officielle avant 1962. Les premières racines du mouvement de la foi Dobokai apparaissent en 1947 sous le shinjinsha, ou « véritable communauté de personne ».
Akegarasu meurt le 27 août 1954.
La première traduction des écrits de Akegarasu se trouve dans le Selections From The Nippon Seishin Library, que Akegarasu publie en 1936 (traducteurs Hata Taigan, Hanaoka Kimi, Imadate Tosui et autres). En 1977, pour célébrer le centenaire de la naissance d'Akegarasu, deux ministres du temple bouddhiste de Chicago qui sont ses élèves directs publient leurs traductions : Le Fundamy DeRoin et Shout of Buddha: Writings of Haya Akegarasu traduction de Gyoko Saito avec Joan Sweany.
L'étudiant le plus connu d'Akegarasu est Shuichi Maida (1906-1967).